# Gianpietro Torri
Gianpietro Torri (Novara, 15 agosto 1964) è un allenatore di calcio ed ex calciatore italiano, di ruolo difensore.

## Carriera

### Giocatore
Debutta in Serie C2 con il Derthona con cui gioca tre anni prima di esordire in Serie B con la Cremonese nel 1986. Resta due anni in grigiorosso per un totale di 37 presenze ed in seguito passa alla Sambenedettese, sempre in Serie B, con cui disputa 28 partite.
Nella stagione 1989-1990 vince il campionato di Serie C1 con la Salernitana giocando 17 gare, e nel 1990-1991 vince il campionato di Serie C2 con la maglia dell'Alessandria.
Termina la carriera da professionista nel 1993 con il Pergocrema.

### Allenatore
Continua a giocare nei dilettanti in varie categorie e squadre dal 1995 (U.S.O. Pompiano, Orceana, G.S. Cadignano, Pontevichese, Offlaga, Pavonese) fino al 2008 ricoprendo anche il doppio ruolo di allenatore giocatore, vincendo due campionati di terza categoria, una coppa Lombardia di seconda Categoria, una finale play off in prima categoria.
Nella stagione 2012-2013 è l'allenatore del San Paolo Soncino, formazione iscritta alla Prima categoria lombarda.
Nel 2013-2014 e 2014-2015 e allena la juniores regionale Fascia A della Soresinese oltre a collaborare con la scuola calcio della Nuova San Paolo.
Nel 2016/2017 e 2017-2018 allena la juniores regionale dell Verolese 1911 vincendo campionato regionale B.
2018-2018 Robecco d'Oglio 2ª categoria e scuola calcio pompiano.
2023 Responsabile allenatori Scuola calcio Nuova San Paolo

## Palmarès

### Giocatore

#### Competizioni nazionali
- Serie C1: 1
- Salernitana: 1989-1990
- Serie C2: 1

Alessandria: 1990-1991